# Tătărăști
Tătărăști is een Roemeense gemeente in het district Bacău.
Tătărăști telt 2575 inwoners.